# Wasserburg Altenhausen
Die Wasserburg Altenhausen ist eine abgegangene Wasserburg nahe dem Ortsteil Altenhausen der Stadt Schwäbisch Hall im Landkreis Schwäbisch Hall in Baden-Württemberg.

## Geschichte
Über die Geschichte dieser Wasserburg ist bis heute nicht sehr viel bekannt, weder wer sie errichten ließ, noch wer auf ihr saß. Vermutlich gehörte sie einer Adelsfamilie namens Unmuß, auch Unmaze genannt, aus dem nahen Schwäbisch Hall. Sie sind seit dem Jahr 1225 dort bezeugt und nannten sich seit dem 14. Jahrhundert von Altenhausen. So ist Elisabeth von Zimmern, die Witwe von Heinrich „V[=U]mmosse“ von Altenhausen, zwischen 1361 und 1374 als Verkäuferin mehrerer Güter genannt.
Ob sie den Adelssitz in Altenhausen erwarben oder ob sie selbst von dort stammten, ist unbekannt. Die Familie hatte in Hall wichtige politische Funktionen inne, die Brüder Heinrich und Burkhard „Unmaze“ treten z. B. als Zeugen in einer Urkunde König Heinrichs VII. für das Kloster Schöntal auf. Sie verübten anscheinend einen Totschlag, woraufhin von der Reichsstadt Hall „dasz wasserhausz zu Alttenhauszen […] eingenohmmen, und, dieweill sie den thäter nicht betreten, solches verbrandt“ wurde. Auch soll deswegen 1322 die Schuppachkapelle in Hall gestiftet worden sein. Doch stammen diese Angaben erst aus Haller Chroniken des 16. Jahrhunderts, mehrere hundert Jahre nach den Geschehnissen, so dass sie nicht mit Sicherheit belegt werden können. Die Familie war zumindest 1374 noch im Besitz ihrer Güter in Altenhausen.
Danach kam die Wasserburg in den Besitz der Haller Familie Kleinkunz. Sie war spätestens 1394 abgegangen, da ab diesem Jahr Teile des Burgstalls zu Altenhausen von vier weiblichen Mitgliedern der Familie an den Haller Bürger Heinrich Keck veräußert wurden, dem im Jahr 1401 dann der ganze Burgstall gehörte. Als Adelssitz diente die Anlage zu der Zeit wohl schon lange nicht mehr. Von Keck gelangte die Burgstelle an einen weiteren Haller Bürger, an Götz von Bachenstein, ihm gehörten noch weitere Güter und Höfe in Altenhausen. Er verkaufte diese Güter sowie „das Burgstadel und den See daselbst“ 1481 an die Stadt Hall, die sie noch im selben Jahr an das Heiliggeistspital übertrug. Dem Spital gehörte dieser Besitz noch bis ins 19. Jahrhundert.
Anfang des 17. Jahrhunderts stand auf dem Burgstall ein Seehäußlin; ob dieser Bau allerdings noch auf die früheren Burggebäude zurückgeht oder ob er völlig neu errichtet wurde, ist nicht bekannt. Weiter ist von einem Weiher mit vier Tagwerk und einem Jägerhaus innerhalb eines Sees in einem Salbuch von Altenhausen aus dem Jahr 1700 die Rede, erbaut wurde es von der Stadt Hall. Im 19. Jahrhundert wurde aus diesem Jägerhaus ein bäuerliches Anwesen, das ein Bauernhaus mit einer Stallscheuer umfasste. Es wurde später in den etwas tieferliegenden Ort verlegt, Teile der Burgstelle wurden noch als Garten genutzt. Zuletzt wurde dort 1914 noch ein Schafstall abgebrochen. Heute ist der Wassergraben weitgehend zugeschüttet und der Burghügel verebnet, nur im Südteil der Anlage sind noch Grabenreste sichtbar.

## Beschreibung
Die Burgstelle liegt auf 392,9 m ü. NN in der Flur Langäcker nördlich von Altenhausen, auf leicht nach Süden abfallendem Wiesengelände. Nach Süden wird das Burgareal heute durch die feuchte, von West nach Ost verlaufende Bachniederung des oberen Otterbachs begrenzt, die restlichen Seiten wurden durch künstlich angelegte Gräben gesichert. Diese Gräben treten heute allerdings nur noch schwach in Erscheinung, sie wurden durch die Deponierung von Erdaushub fast völlig verfüllt.
Wenige Meter östlich der Burgstelle verläuft die Ortsverbindungsstraße Altenhausen–Veinau über einen Damm durch die Niederung, durch ihn wurde der Otterbach früher in seinem lauf angestaut. Dieser so entstandene See umgab die Südseite der Wasserburg, durch die Gräben im Norden war auch diese Burgseite durch einen Wassergraben umgeben. Der See wurde erstmals während des 15. Jahrhunderts genannt und wurde erst im 19. Jahrhundert wieder trockengelegt.
Die etwa quadratische Fläche der Wasserburg mit einer Seitenlänge von circa 100 Meter teilte sich nach den Befunden im Gelände einst in zwei Bereiche, einmal in eine nördlich gelegene Vorburg und in eine Kernburg. Die Vorburg mit ihren querrechteckigen Grundriss maß etwa 32 mal 78 Meter, und bildete an ihren beiden Südecken jeweils einen nach Süden gerichteten Geländesporn. Der Hügel der Vorburg ist heute völlig verschliffen und tritt deswegen kaum mehr in Erscheinung. Das Nordende der Anlage wird nur noch durch den Graben kenntlich, den der Rain eines von Ost nach West verlaufenden Feldweges andeutet.
Den aufgeschütteten Hügel der Kernburg trennte ein weiterer Graben von der Vorburg. Auch dieser Graben ist heute nur noch als flache und breite Mulde sichtbar. Die ebenfalls querrechteckige Kuppe des Hügels hatte eine Fläche von etwa 14 mal 22 Meter und trug wohl nur einen vermutlich turmförmigen Wohnbau. Die Kernburg war von Norden zugänglich, über einen später angelegten Damm durch den Abschnittsgraben. Nach Süden fällt die Kuppe etwa vier Meter in das breite Bachtal ab, hier ist die Randsituation der Anlage noch am besten sichtbar. Die restlichen Seiten gehen fast übergangslos in das benachbarte Gelände über. Bebauungsspuren sind von der gesamten Anlage zumindest obertägig nicht mehr sichtbar.